# Jia Yifan
Jia Yifan (chinês simplificado: 贾一凡, pinyin: Jiǎ Yīfán; Tianjin, 29 de junho de 1997) é uma jogadora de badminton chinesa, medalhista olímpica.

## Carreira
Nos Jogos Olímpicos de Verão de 2020, em Tóquio, conquistou a medalha de prata na categoria duplas femininas ao lado de Chen Qingchen após confronto na final contra Greysia Polii e Apriyani Rahayu. Nos Jogos Olímpicos de Verão de 2024, em Paris, conquistou a medalha de ouro também na disputa de duplas femininas, ao lado de Chen.